# Saint James Windward
Saint James Windward é uma paróquia de São Cristóvão e Neves localizada na ilha de Neves. Sua capital é a cidade de Newcastle.